# El árbol familiar de los Croods
The Croods: Family Tree es una serie de televisión animada estadounidense producida por DreamWorks Animation bajo DreamWorks Animation Television. La serie está basada en la película animada de 2013 Los Croods, que tiene lugar después de los eventos de la película nominada al Globo de Oro, Los Croods 2: Una nueva era. La serie se estrenó el 23 de septiembre de 2021, una segunda temporada se estrenó el 5 de abril de 2022 y una tercera temporada se estrenó el 2 de junio de 2022. Una cuarta temporada se estrenó el 31 de agosto de 2022. Una quinta temporada se estrenó el 25 de noviembre de 2022. Una sexta temporada se estrenó el 30 de marzo de 2023. Una séptima temporada se estrenó el 27 de julio de 2023, mientras que la octava temporada se estrenó el 9 de noviembre de 2023.

## Argumento
Después de los acontecimientos de la secuela, los Croods y los Siemprebien deben aprender a llevarse bien en la casa del árbol de Siemprebien.

## Personajes
- Kiff VandenHeuvel como Grug Crood y Rayo (temporada 4)[1]
- Ally Dixon como Eep Crood[1]
- Darin Brooks como Guy[1]
- A.J. LoCascio como Thunk Crood[1]
- Amy Landecker como Ugga Crood[1]
- Artemis Pebdani como Gran Crood[1]
- Dee Bradley Baker como Sandy, Chunky, Douglas, Belt, y Sash[1]
- Matthew Waterson como Felix Siemprebien[1]
- Amy Rosoff como Esperanza Siemprebienn[1]
- Kelly Marie Tran (temporadas 1–4) y Abby Trott (temporadas 5–8) como Alba Siemprebien[1]
- Tru Valentino como Hwam (temporadas 5 y 8)

## Producción
El 31 de agosto de 2021, DreamWorks anunció una serie animada CGI titulada The Croods: Family Tree , basada en Los Croods 2: Una nueva era, y se transmitiría el 23 de septiembre en Hulu y Peacock. Tran retoma su papel de Alba, mientras que AJ LoCascio retoma su papel de Thunk de El amanecer de los Croods. El nuevo elenco de voces presenta a Amy Landecker como Ugga, Kiff VandenHeuvel como Grug, Ally Dixon como Eep, Artemis Pebdani como Gran, Darin Brooks como Guy, Matthew Waterson como Phil y Amy Rosoff como Esperanza. Mark Banker (Las épicas aventuras del Capitán Calzoncillos, Hora de aventura, Ve, perro. ¡Ve!) y Todd Grimes (Las épicas aventuras del Capitán Calzoncillos) son productores ejecutivos y showrunners de la serie. Como todos los programas de DreamWorks Animation Television, la serie está animada por Mikros Animation bajo Technicolor Animation Productions. A partir de la temporada 5, Kelly Marie Tran fue reemplazada por Abby Trott como Alba.

## Emisión
The Croods: Family Tree sé estrenará en Cartoon Network en Latinoamérica.